# Louis II de Poitiers-Valentinois
Pour les articles homonymes, voir Louis de Poitiers.
Louis II de Poitiers, né en 1354 et mort en 1419 à Baix, dit par commodité de Poitiers-Valentinois, est le dernier comte comte de Valentinois et Diois, de la fin du XIVe siècle et du début du siècle suivant, issu de la famille de Poitiers, dite de Valentinois.
Harcelé par sa famille, criblé de dettes et pressé par ses puissants voisins (Savoie, Comtat Venaissin et Dauphiné), il a fini par remettre son comté entre les mains du roi de France, en 1419.

## Biographie
Louis est le fils d'Aymaret de Poitiers († 1366), seigneur de Veynes, et de Guiote/Guyotte d'Uzès (1332-ap.1399), fille de Robert Ier d'Uzès. Il appartient à la Maison de Poitiers-Valentinois en possession du titre de comte de Valentinois depuis le XIIe siècle.
Cousin germain du comte Aymar VI le Gros, sans postérité, il est désigné héritier des terres et du titre de comte de Valentinois et de Diois en 1374.
Louis de Poitiers, deuxième du nom, rend hommage au pape pour ses terres sous juridiction avignonnaise le 22 janvier 1375 après avoir solidifié ses acquis sur Châteauneuf-de-Mazenc, laissé en fief à sa tante la comtesse douairière Alix la Major. Il reçoit le 17 avril l’hommage de ses vassaux à Crest et débrouille avec son gouverneur Eynier du Puy un conflit sur la succession de l’un d’eux, Amédée de Chabrillan.
Il faut attendre la fin de l’année 1377 pour que Louis et le roi de France trouvent enfin un accord sur le dénombrement des terres du comté qui dépendent du royaume, notamment en Dauphiné et en Vivarais. Le comte de Valentinois enverra alors son écuyer Étienne Seytre rendre l’hommage au roi de France pour ses terres en Dauphiné.

### La possession de Montélimar
Cette lutte pour le pouvoir sur Montélimar, de 1374 à 1409, est l’enjeu majeur du règne de Louis II sur le Valentinois.
Le conflit remonte à 1360, lorsqu’à la mort de son oncle Gaucher, Hugues IV Adhémar seigneur de Monteil et de La Garde hérite de fiefs que les comtes de Valentinois considèrent comme rendables. Hugues fait appel au pape qui se prononce le 24 février 1371 en faveur de son beau-frère en lui reconnaissant les droits sur un quart de la ville de Montélimar et sur le château de Narbonne, qui la surplombe. Hugues Adhémar proteste et relance le procès.
À la mort d’Aymar le Gros (1374), son successeur Louis II demande l’hommage d’Hugues Adhémar et, sur son refus, saisit le château d’Ancône qu’il donne en fief à son cousin le vicomte Elzéar d'Uzès. De mauvaise grâce, Hugues finit par reconnaître le 30 juin 1375 la suzeraineté de Louis II sur ses terres en comté de Valentinois, dont La Garde et sa co-seigneurie de Savasse, mais le procès relancé en 1371 reste pendant.
Louis II demande, sur une autre partie de la co-seigneurie de Montélimar, l’hommage de Giraud XI Adhémar, seigneur de Grignan et d’Aps. Avec l’accord de Grégoire XI obtenu le 28 juin 1376, Giraud Adhémar s’incline le 17 juillet suivant devant Louis II tout en lui demandant son assistance contre Louis d’Anduze, seigneur de La Voulte, avec lequel il est en conflit successoral.
À la suite du départ du siège pontifical d’Avignon vers Rome et en l’absence d’avancées significatives du procès de 1371 sur Montélimar, Louis II entend renforcer son emprise sur Montélimar. Il s’empare fin 1377 du château d’Hugues Adhémar qu’il démantèle, utilisant les matériaux pour renforcer son château de Narbonne. Hugues demande alors l’appui de Charles de Bouville, gouverneur du Dauphiné. Le 14 décembre 1377, présents aux États du Dauphiné à Grenoble, Louis et Charles de Poitiers se voient signifier par Bouville que désormais, Hugues et Giraud Adhémar sont sous la sauvegarde delphinale. Louis maintient cependant ses troupes à Montélimar.
Au même moment, l’empereur Charles est en France. Il passe noël à Saint-Denis puis rencontre son neveu Charles le Sage à Paris, où il confie le 7 janvier 1378 à son petit-neveu de 10 ans, le dauphin, le vicariat sur le royaume d’Arles. La lieutenance de ce vicariat est rapidement confiée au gouverneur du Dauphiné, qui fait aussitôt figurer les armes de l’Empire et du Dauphin sur les châteaux de Grignan et de La Garde.
Devant cette prise de positions, Louis II en appelle au pape pour la défense de Montélimar et s’empare militairement de plusieurs châteaux d’Hugues Adhémar en Valdaine. Apprenant la mort de Grégoire XI et la nomination d’Urbain VI, le gouverneur du Dauphiné convoque Louis à Grenoble par courrier (17 avril 1378) et envoie Hugues des Ores, commissaire et Jean d’Acher, sergent d’armes à Montélimar où ils sont reçus le 19 avril sous les quolibets et les insultes. Louis II arrive à Grenoble le 19 mai et proteste, mais rend quand même l’hommage pour ses terres situées en Dauphiné.
Le 18 juin 1378, Avignon finit par réagir à la demande de protection de Louis en envoyant un vice-légat rappeler les droits pontificaux sur Montélimar. Hugues Adhémar de La Garde proteste et relance la procédure de 1371 dont l’instruction, dans un contexte de conflit naissant entre Rome et Avignon, n’est toujours pas jugée prioritaire : ce n’est que le 10 mars 1382 que le pape Clément VII condamne Louis II à rendre à Hugues sa co-seigneurie sur un quart de Montélimar et ses châteaux saisis, contre l’hommage du seigneur de La Garde au comte de Valentinois.
De son côté, Giraud Adhémar de Grignan rend hommage au comte Louis pour sa moitié de la co-seigneurie de Montélimar et ses châteaux du sud-ouest de la Valdaine le 19 mai 1379. Afin d’éviter de nouveaux conflits, le pape échangera le 13 octobre 1383 cette portion de Montélimar contre Grillon.
À la mort d’Hugues Adhémar de La Garde, son fils Lambert (v.1350-ap.1404) rend à Louis II l’hommage pour ses possessions en terres comtales le 24 septembre 1389. Lambert fait son testament en défaveur de ses frères le 14 décembre 1404 et désigne son cousin Guyot Adhémar de Grignan, seigneur d’Aps (ap. 1345 - 9 mai 1417), qui vend ses droits au comte de Valentinois le 30 août 1405.
Évidemment, un litige subsiste et Guyot Adhémar envoie les seigneurs de Grolée et d'Entremont avec leurs gens d’armes savoyards prendre le château de Clansayes, à partir duquel ils font des raids aux alentours de Montélimar. Toutes tentatives restées vaines, Louis II fait appel au gouverneur du Dauphiné et le 28 juillet, Guillaume de Layre donne l’ordre d’expulser les occupants de Clansayes, dont les habitants vont devoir traiter avec leur comte. Guyot Adhémar reste en retrait mais les seigneurs de Grolée et d’Entremont continuent à lutter contre le comte de Valentinois, qui en 1408 en appelle directement au roi. Charles le Fol envoie Jean d’Hangest, Grand-maître des Arbalétriers, pour clore l’affaire : Grolée négociera jusqu’en 1409.
En 35 années de procédures et de combats, le comte Louis II de Poitiers aura à peine réussi à maintenir ses prétentions sur la co-seigneurie de Montélimar. L’ensemble de cette co-seigneurie passera sous domination delphinale en 1447.

### Une époque trouble
L’époque de Louis II de Poitiers est marquée par la Guerre de Cent Ans (1337-1453), le début du schisme d'Occident, l’aventure des Anjou en Provence et, plus particulièrement, par les bandes armées démobilisées qui ravagent les campagnes entre deux conflits. Ces bandes, les Grandes Compagnies, vont faire de fréquents allers et retours par le couloir rhodanien et concernent directement le comte de Valentinois dont les terres sont principalement situées en moyenne vallée du Rhône.
Dans le cadre du conflit franco-anglais, Louis de Poitiers combat quelque temps sous les ordres du duc de Bourgogne au second semestre 1380. Il assiste sans doute au sacre de Charles VI à Reims le 4 novembre et revient dans son comté début 1381, où il reçoit l’hommage de ses vassaux puis rend hommage au gouverneur du Dauphiné pour le compte du nouveau roi le 8 juin 1381.
Une compagnie d’Anglais se rend maître du château de Soyons en 1381 : Louis fait élever et réparer les fortifications de Crest, tant pour se protéger de cette bande que pour adapter ses défenses à l’usage, en plein développement, de l’artillerie dans les conflits.
En 1383, répondant à l’appel du duc d’Anjou, le comte de Valentinois prend part aux opérations contre l’Union d'Aix, sans toutefois le suivre en Italie : il signe un acte à Upie le 29 février 1384. Il sera également présent aux États de Dauphiné du 20 mai 1386 à Romans, où Enguerrand d'Eudin, nouveau gouverneur de Dauphiné, siège aux côtés de Philippe le Hardi venu appeler à la conquête de l’Angleterre.
On le retrouve aux États à Vienne le 5 mars 1388, où il s’engage à prendre sa part de la défense du Dauphiné contre les Grandes compagnies en fournissant 20 des 400 lances et 10 des 200 arbalétriers : il est vrai qu’il est directement concerné. Cette protection semble temporairement efficace.
Le roi Charles le Fol part de Lyon en octobre 1389 pour aller en Avignon préparer avec Clément VII une offensive contre Urbain VI. Celle-ci se solde par un échec et les armées royales du comte d'Armagnac, de retour d’Italie au second semestre 1391, se transforment en bandes armées qui s’installent dans le Sisteronais, le Gapençais, le Diois et sur les terres comtales où ils prennent La Vache, Fiancey et le château de Pellafol. Une autre bande, rescapée d’Italie sous les ordres d’Amaury de Sévérac, passera les Alpes la même année et aura la chance de rançonner directement le comte de Valentinois, le prince d’Orange et l’évêque de Valence et de Die, pris par surprise. Le comte de Valentinois désigne Guillaume, bâtard de Poitiers comme lieutenant pour pacifier ses terres ; celui-ci négocie avec Eygluy et s’arrange avec Humbert de Beaumont pour reprendre Pellafol. En revanche, le Bâtard de Bertusan tient toujours La Vache et Fiancey qu’il ne libèrera qu’après avoir été payé.
Ces tentatives de pacification ne sont pas suffisantes et le 20 juillet 1396, une partie des villes rhodaniennes du comte Louis envoient, avec Valence, des députés à Paris demander la protection delphinale : ils sont très bien reçus et ce résultat est ratifié par les bourgeois de Valence malgré l’opposition du comte-évêque de Valence.
Fin 1410 réapparaît la bande de routiers de Jean de Broquiers, qui s’était fait remarquer à Clansayes trois ans plus tôt : de retour du siège d’Avignon, ce capitaine tente de repasser le Rhône en remontant vers le nord. Louis II charge son fils bâtard Lancelot de rassembler des nobles et gens d’armes pour s’y opposer, mais il lui faudra l’aide du bailli des Baronnies, Guigue de Sassenage dépêché le 16 décembre par le gouverneur Régnier Pot pour y parvenir.

### Une vente à crédit
C’est avec Jacques de Montmaur, gouverneur du Dauphiné (1391-1399 puis 1406) qu’est évoquée pour la première fois la vente du comté de Valentinois et de Diois à la France. Accablé de dettes et d’ennuis familiaux, le comte Louis déclare le 30 novembre 1391 vouloir léguer ses États au roi de France, sous réserve que ce dernier le laisse en jouir en paix jusqu’à sa mort. Louis II devenant insistant, le roi le met sous sa protection par ordre donné au gouverneur le 9 décembre 1393, tout en usant de son pouvoir de vicaire impérial pour prendre la main sur la haute justice dès 1394.
L’intervention de l’évêque Jean de Poitiers en 1396 permet de ralentir encore les négociations et rapproche Louis II du pape avignonnais Benoît XIII (avec lequel l’évêque subira 7 mois de siège en Avignon, jusqu’à septembre 1401). En réaction, le 16 octobre 1400, le roi demande à son nouveau gouverneur de saisir les châteaux de Mazenc et de Leyne qui devaient revenir à Louis II à la mort de sa tante la comtesse Major. Un nouveau pas est franchi le 31 août 1402, lorsque sur ordre du duc de Bourgogne, le gouverneur Boucicaut saisit les possessions comtales en Dauphiné et y installe des garnisons. Le roi espère ainsi récupérer le comté au plus tôt.
Ayant déjà vendu de nombreuses terres pour combler ce manque de revenus, le comte de Valentinois n’a d’autre choix que se rapprocher à nouveau de la couronne de France. Il renouvelle son offre, moyennant 100.000 écus afin de régler ses dettes. En novembre 1404, le roi tente de lever un impôt en Dauphiné pour réunir la somme, sans succès et Louis II est obligé d’accorder un sursis à ce paiement, renouvelé le 2 août 1406. Les États du Dauphiné finissent par accorder une partie de la somme en décembre 1407.
Pour le solde, Louis II doit encore attendre. Le 19 avril 1410, Louis, duc de Guyenne, accompagné par Jean de Poitiers, entre en possession du Dauphiné et promet le versement des 70.000 écus restants. Mais les caisses sont vides et le roi envoie Jacques Gélu faire patienter le comte : une nouvelle prorogation du versement est accordée pour le 10 avril 1411, puis pour 1412, puis pour 1413. Devenu quelque peu impatient, Louis II commence à revenir sur l’accord de 1404 ; aussitôt, le roi puis le dauphin ratifient le traité de cession, poussés par Jean de Poitiers.
De guerre lasse, malgré les incessants retards de paiement et usé par ses démêlés familiaux, Louis II comte de Valentinois et de Diois confirme le 19 juillet 1417 l'accord de 1404 devant le représentant du roi, Guillaume Saignet, sénéchal de Beaucaire, avec une clause pour doter son bâtard Lancelot de Châteauneuf-de-Mazenc, l'intégration de ses États au Dauphiné et l’obligation de perpétuer les poursuites contre Jean et Louis de Poitiers de Saint-Vallier. Louis II meurt moins de deux ans plus tard.

## Famille

### Ascendants
Oncles et tantes
- Tante Alix (ou Elips), dite la Major, fille de Guillaume II Roger de Beaufort, étant veuve d’Aymar le Gros, est comtesse douairière[64]. Elle est la tante des enfants de Guillaume III, Raimond de Turenne et sa sœur Cécile, première femme de Louis II.
Son mari Aymar le Gros lui a offert le 4 novembre 1353 diverses seigneuries en royaume de France (rive droite du Rhône) ainsi que Châteauneuf-de-Mazenc le 11 novembre ; son héritage à la mort d’Aymar est conditionné à la charge d’entretenir le comte Louis II. Elle préfère conserver ses possessions en royaume ainsi que Châteauneuf, Savasse et le péage de Leyne et laisse le reste à Louis II[65] (du moins dans un premier temps).
Teste le 23 juin 1403 et meurt avant 1406.
- Oncle Amédée de Poitiers (+ v. 1350), seigneur de Saint-Vallier, fils du comte Aymar V et frère aîné d’Aymaret.
Sa fille aînée Antonie a épousé Aymard de Seyssel seigneur d'Aix,
Sa fille cadette Marguerite a épousé Geoffroy de Bressieu.
- Oncle Charles de Poitiers (1330-1410), seigneur de Saint-Vallier, 8e fils du comte Aymar V et frère cadet d’Aymaret. Il a épousé Simone de Méry qui décèdera un 4 juillet et sera inhumée à l'église des Cordeliers de Romans.
L’un de ses frères, Henri de Poitiers évêque de Troyes, lui a laissé à sa mort (1370) tous ses droits sur l’héritage paternel[66]. Charles se considère comme l’héritier naturel du comté de Valentinois et Diois.
Son fils aîné, Louis, lui succède en 1410 à la tête de la branche des Poitiers de Saint-Vallier.
Un fils cadet, Jean, évêque de Valence et de Die et recteur du Comtat Venaissin, jouera un rôle de médiateur plus ou moins honnête entre Louis II et la branche des Saint-Vallier.

### Descendants
Marié avant 1374 avec Cécile de Beaufort (ap. 1354-1410), seconde fille de Guillaume Roger seigneur de Beaufort et d'Aliénor de Comminges, devenant le neveu par alliance du pape Grégoire XI. Ils ont :
- Louise, qui est fiancée le 4 novembre 1381 à Humbert de Villars (+1400), seigneur de Rossillon et de Trévoux, fils de Humbert VII de Thoire et de Marie de Genève. Elle l’épousera le 15 novembre 1389 et décède sans enfants. Il devient comte de Genève, à la suite de ses oncles. Sans postérité[69],[70].
- La seconde fille de Louis II et Cécile se marie fin novembre 1390 avec Aubert de Trassy[71]. Pour la doter convenablement, Louis II a engagé les impôts de la ville de Crest sur une dizaine d’années ; cette dette s’éteindra le 17 février 1400[72].

Remarié en août 1417 à Chambéry avec Guillemette de Gruyère, fille du chevalier Raoul de Gruyère et d’Antoinette de Salins, dame de Montferrand et de Vaugrenant. Ils n’auront pas d’enfants. Guillemette survit à Louis, teste en 1473 et meurt sans doute peu après.
Descendants hors mariage :
- Lancelot de Poitiers, légitimé seigneur de Châteauneuf-de-Mazenc par le testament de son père en 1419, épouse en 1421 Delphine Adhémar, dame de Saint-Auban[77].
- Guiotte de Poitiers, épouse le 24 janvier 1414 l’écuyer Antoine de Cornillan, seigneur de Baume-Cornillane.
- Catherine de Poitiers, épouse du vivant de son père l’écuyer Guillaume de Vesc, seigneur d'Espeluche. Elle teste en 1459 en faveur de son fils Talabard de Vesc.
- Marguerite, Guillemette et Marie, à qui leur père lègue 1000 florins chacune plus 100 florins pour chaque robe de mariage à venir[78].

## Une succession comtale complexe
Louis a 20 ans en 1374 et semble mal armé pour résister à la pression familiale. En effet, l’héritage d’Aymar "le Gros" n’est pas constitué que d’un titre comtal et de terres, mais également de nombreux engagements financiers, notamment envers des membres de la famille des Poitiers.
- Fille du comte Louis Ier, Marguerite avait épousé en 1343 Guichard de Beaujeu. Sa dot lui a été remise de 1350 à 1356 et on pouvait considérer que l’affaire était close, mais son fils Édouard II de Beaujeu réclame dès 1374 des droits sur le comté. Louis II finira par transiger et concèdera des compensations financières à Édouard le 24 mars 1378 puis le 6 juin 1380. Une autre fille de Louis Ier réclame le solde du versement de sa dot depuis son mariage avec Louis de Montfaucon (fils d’Étienne de Montfaucon ?), qui lui sera enfin acquittée par Louis II le 26 janvier 1384[79].
- Filles de l’oncle Amédée, Antonie de Seyssel et Marguerite de Bressieu réclament chacune une moitié de la succession. Les procès durent mais finissent par aboutir : Antonie obtiendra une compensation financière le 22 avril 1380 et les filles de Marguerite, Alix et Béatrix, obtiendront également des indemnités le 28 octobre 1402[80].
- Fort du legs de son frère Henri, l’oncle Charles revendique le comté et s’élève contre son transfert à Louis II. Une première négociation se conclut en Avignon où le pape Grégoire XI (beau-frère de Charles et oncle de Louis) a convoqué les antagonistes en juillet 1374 et le 10 août, Charles reconnaît Louis comme comte à condition de conserver ses territoires (Saint-Vallier, notamment) et de percevoir une somme importante[81] en échange de la baronnie de Clérieux, une fois que Charles l’aura récupérée sur Édouard II de Beaujeu qui la tient de sa mère Marguerite de Poitiers[82]. Le 13 septembre à Crest, Charles rend l’hommage à Louis II[83], mais reprend bientôt les hostilités : sur une nouvelle intervention du pape Grégoire, il obtient en 1376 l’usufruit de Clérieux[84]. C’est ensuite vers la fin de l’année 1391 que Charles, informé de l’intention qu’a Louis de céder le comté à la couronne, fait part de nouvelles prétentions sur le château de Chantemerle[85] et sur la baronnie de Clérieux[86]. Une fois encore, le litige s’éternise et se solde enfin le 19 juin 1404 lorsque Louis cède l’intégralité de la baronnie de Clérieux et quelques terres en rive droite du Rhône[2], puis ses terres en Vivarais (sauf Baix), y compris ses droits sur la baronnie de Chalencon dont Alix reste usufruitière[87]. Charles de Poitiers meurt en 1410, âgé de 80 ans, ayant testé le 18 mars 1409 au bénéfice de son aîné, Louis[88].

### La comtesse, le vicomte et le bâtard
La tante Alix, la comtesse Major, a également des vues sur l’héritage de Louis. Profitant des revendications du vicomte de Turenne sur les terres provençales de Guillaume III en 1389, elle prend parti contre ses neveux le comte de Valentinois et l’évêque de Valence et confie à son demi-frère Tristan le Bâtard le soin d’affirmer militairement ses prérogatives sur les châteaux de Mazenc, Savasse et sur le péage de Leyne.
À l’occasion d’un passage par le Dauphiné en octobre 1389, le roi désigne le comte d'Armagnac pour contenir Turenne et, à la demande du comte Louis, faire pression sur Alix. Cette pression est assez forte pour qu’Alix consente à s’accorder avec son neveu Louis lors de la trêve de Mende : elle recouvre ses châteaux en Vivarais et reconnaît l’autorité de Louis II sur les prises de Tristan le Bâtard en rive gauche du Rhône.
Il ne faut que peu de temps après la mort de Jean d’Armagnac en Italie pour que Turenne reprenne les hostilités, profitant du retour des armées démobilisées. Le 14 mars, le roi nomme des commissaires pour ramener la paix et, sur intervention du gouverneur du Dauphiné, un traité est signé à Saint-Rémy le 5 mai 1392 : Alix la Major est censée récupérer ses biens. Mais Jacques de Montmaur a pris soin de placer les châteaux de Mazenc, Savasse et Leyne sous l’autorité d’un capitaine, Dorète, pensant assurer ainsi la paix entre le comte de Valentinois et la comtesse Major.
Bien évidemment, celle-ci n’en est pas satisfaite et fait déposer Dorète par son allié habituel, Tristan le Bâtard, lequel reprend ses guerres privées contre les comtés de Valentinois et de Valence. Une première négociation échoue en mars 1394. Le pape, concerné, envoie le recteur du Comtat avec ses troupes, épaulées par le lieutenant du Valentinois : Savasse est assiégé et pris le 9 juin 1394, la tour du péage de Leyne est démolie le 11 juin et le 20 commence le siège du château de Mazenc. Malgré une résistance acharnée du lieutenant de Tristan, Louis Mars de Tournemine, et grâce à l’intervention de Jacques de Montmaur, Châteauneuf-de-Mazenc se rend le 9 novembre. Cette fois-ci, le gouverneur du Dauphiné confie Châteauneuf à un damoiseau, Guillaume d'Hostun.
Cette série de sièges et l’intervention concertée d’Avignon et du Dauphiné sur les terres de Valentinois semblent avoir porté leurs fruits : Alix la Major et les Beaufort n’interviendront plus directement dans les affaires de Louis II.
- En marge des aventures de Turenne en Valentinois, le comte Louis a dû faire face à d’autres ennuis légués par son prédécesseur : en 1389, François de Beaumont et son fils Humbert[102] réclament une vieille dette concernant la vente d’Autichamp et du château de Rochefort à Aymar le Gros[103]. Le ton monte et, depuis son château de Pellafol, Humbert de Beaumont attaque sans distinction des possessions du Valentinois et des évêques de Valence et de Die[104]. Louis II semble négocier seul le traité du 25 janvier 1392 par lequel Humbert abandonne toute velléité. François et Polie de Beaumont, en revanche, poursuivent le conflit par le biais des tribunaux : divers actes, entre 1402 et 1409, montrent les difficultés de Louis II à leur payer les 1200 florins qu’ils réclament[105].

### L’affaire de Grâne
Louis de Poitiers, seigneur de Saint-Vallier, déclare peu après le décès de son père Charles vouloir revenir sur le traité de 1404, par lequel Louis II s’engageait à céder son comté au roi-dauphin de France. Très vite, le roi de France (31 décembre 1412) et le Dauphin (28 janvier 1413) ratifient le traité de cession du comté. Son frère Jean, qui en tant qu’évêque de Valence avait servi de négociateur entre Louis II et le roi-dauphin Charles le Fol, soutient ouvertement la cause des Saint-Vallier, surtout après avoir été nommé recteur du Comtat Venaissin par le pape Alexandre V.
Le conflit est soumis le 22 mars 1416 à l'arbitrage de François de Conzié, archevêque de Narbonne (il a été évêque de Grenoble de 1380 à 1388), qui temporise.
Dans ces conditions, Louis et Jean de Poitiers-Saint-Vallier décident de forcer les choses : reçu le 2 août 1416 par son comte de cousin en visite inopinée au château de Grâne, Louis de Saint-Vallier y introduit discrètement son évêque de frère avec une vingtaine d’hommes d’armes qui se rendent maîtres du château. Lancelots et ses trois petites sœurs, enfants illégitimes de Louis II, sont maîtrisés et le comte est emprisonné, assez durement pour qu’il signe sur son honneur le 17 août  un engagement de sa succession en faveur des Saint-Vallier. Il est relâché au matin du 18.
Cependant, cette séquestration est rapidement connue. Dès le 4 août, le Conseil delphinal qui siège à Grenoble en est informé et, en l’absence du gouverneur Henri le Roux, envoie deux délégués à Crest : Aubert Faure, trésorier général et Jacques de Saint-Germain, avocat fiscal et procureur général, commencent leur enquête le 7 août. Quelques vassaux du comte arrivent à le voir dans sa geôle et le 16 août, les seigneurs de La Roche et de Montlaur en appellent à Barthélémy La Vernade, lieutenant du sénéchal de Beaucaire, auprès de qui le comte Louis se tournera également dès sa libération.
Bien qu’obtenue sous la contrainte, la promesse donnée par Louis II à ses cousins engage son honneur. Le comte convoque ses vassaux à Saint-Sauveur de Crest le 28 août pour leur demander de prêter serment sur cet engagement : ils refusent, par loyauté. Louis II demande alors à être délié de son serment au concile de Constance, qui en réponse missionne le 16 avril 1417 l’official de Viviers pour enquêter. Sans doute rasséréné, le comte Louis II confirme le 19 juillet 1417 l'accord de 1404 devant le représentant du roi, Guillaume Ségnier, sénéchal de Beaucaire ; le roi s'engage en contrepartie à poursuivre Jean et Louis de Poitiers-Saint-Vallier.
De l’official de Viviers, l’affaire passe entre les mains du cardinal Othon Colonna qui, ayant d’autres préoccupations plus pressantes, fait nommer à sa place un archevêque qui connaît bien ce dossier, Conzié. Le 11 novembre 1417, le concile de Constance élit un nouveau pape : Othon Colonna prend le nom de Martin V. Aussitôt, Louis II de Poitiers lui adresse une requête en annulation de serment et une plainte contre l’évêque de Valence et de Die, Jean de Poitiers.
Si d’un côté Martin V renouvelle le 11 janvier 1418 Jean de Poitiers dans ses fonctions de recteur, il commande néanmoins à Conzié de finir son enquête (23 avril) et reconnaît, le 26 septembre 1418, la nullité du serment de Grâne.

### Les derniers jours
Atteint, semble-t-il, par la dureté de son emprisonnement, le comte Louis II de Poitiers teste le 22 juin 1419 dans son château de Baix en Vivarais. Il fait de nombreuses dotations, notamment aux congrégations religieuses de son comté, et lègue de quoi terminer la voûte de l’église de Crest dans laquelle il désire être inhumé. Ses enfants légitimes, légitimés et illégitimes ne sont pas oubliés. Il réitère enfin l’accord de 1417 : en l’absence d’héritier mâle, le comté ira au dauphin Charles VII sous réserve d’un versement de 50.000 écus d’or et de la poursuite du procès contre Louis et Jean de Poitiers ; en l’absence de conclusion à ces réserves le comté ira au duc de Savoie, aux mêmes conditions, enfin à l’Église par défaut.
Louis II de Poitiers, dernier comte autonome de Valentinois, meurt à Baix le 4 juillet 1419. Conformément à son souhait, il a été inhumé à l’église des Cordeliers de Crest.
En l’absence de paiement de la part de Charles VII, le duc de Savoie va s’emparer du comté de Valentinois et de Diois, qui ne sera effectivement intégré au Dauphiné qu’en 1455 (Traité de Paris).